# Den ensomme Ulv
Den ensomme Ulv er en amerikansk stumfilm fra 1917 af Herbert Brenon.

## Medvirkende
- Hazel Dawn som Lucy Shannon.
- Bert Lytell som Michael Lanyard.
- Cornish Beck som Marcel.
- Stephen Grattan som Burke.
- Alfred Hickman som Eckstrom.